# Lagwan
Le lagwan (ou kotoko-logone, lagouane, lagwane, logone) est une langue tchadique biu-mandara du groupe kotoko, parlée au Tchad, au Nigeria, ainsi qu'au Cameroun, dans la Région de l'Extrême-Nord, dans le département du Logone-et-Chari, au nord du parc national de Waza, dans l'arrondissement de Logone-Birni, le long des rives du Logone jusqu'à la frontière nigeriane.
Elle est liée à l'afade, au mpade, au malgbe, au maslam et au mser.
Le nombre total de locuteurs a été estimé à 38 000. Avec 10 000 locuteurs au Cameroun en 2004, le lagwan est classé comme langue en danger (statut 6b).

## Écriture
| A | B | Ɓ | C | D | Ɗ | E | F | G | Gh | Ghw | Gw | H | I | Ɨ | J | K | Kw | Kʼ | Kʼw | L | M | N | O | P | R | S | Sʼ | SH | Sl | T | Tlʼ | U | V | W | X | Xw | Y | Z | Zl |
| a | b | ɓ | c | d | ɗ | e | f | g | gh | ghw | gw | h | i | ɨ | j | k | kw | kʼ | kʼw | l | m | n | o | p | r | s | sʼ | sh | sl | t | tlʼ | u | v | w | x | xw | y | z | zl |